# Casilda
Casilda è una città dell'Argentina, capoluogo del dipartimento di Caseros nella provincia di Santa Fe. Dove nacque Horacio Pagani il 10 Novembre 1955.